# Annette Döbrich
Annette Döbrich (* 3. November 1949 in Würzburg) ist eine deutsche Schriftstellerin. Sie schreibt überwiegend Kriminalromane und -erzählungen.

## Leben
Annette Döbrich arbeitete zunächst als Buchhändlerin. Seit 1995 ist sie als freie Autorin tätig. In diesem Jahr erschien ihr erstes Werk, der Kriminalroman „Am Abgrund der Träume“, bei Rororo. Ein Ausschnitt daraus wurde mit dem Literaturförderpreis der Stadt München ausgezeichnet. Im Jahresabstand folgten vier weitere Kriminalromane sowie Kriminalerzählungen. Außerdem publizierte Döbrich Lyrik und Essays. Ihre Kurzgeschichte „Modell Venus“ aus der Anthologie „Zehn mörderische Wege zum Glück“ gewann 2000 den Marlowe-Literaturpreis der Raymond-Chandler-Gesellschaft. 2001 wurde das Drehbuch zu ihrem fünften Roman „Die Last der Engel“ (1999) durch den FilmFernsehFonds Bayern gefördert. Im gleichen Jahr erschien „Am Abgrund der Träume“ in einer Neuauflage. Der Roman „Die Last der Engel“ wurde 2003 unter dem Titel „Engel gezocht“ ins Niederländische übersetzt.
Annette Döbrich lebt in München. Sie ist mit Kirchenrat Wolfgang Döbrich, ehemaliger Lateinamerikabeauftragter der Evangelisch-Lutherischen Kirche in Bayern, verheiratet. Mit ihm gründete sie 2007 die „Annette und Wolfgang Döbrich-Stiftung zur Ausbildung von Kindern und Jugendlichen in Zentralamerika“. Sie haben drei erwachsene Kinder.

## Werke (Auswahl)

### Kriminalromane
- Am Abgrund der Träume. rororo, Reinbek bei Hamburg 1995, ISBN 3-499-43225-0.
- Abendfrieden. rororo, Reinbek bei Hamburg 1996, ISBN 3-499-43261-7.
- Domina. rororo, Reinbek bei Hamburg 1997, ISBN 3-499-43290-0.
- Das Ritual des Schweigens. rororo, Reinbek bei Hamburg 1998, ISBN 3-499-43329-X.
- Die Last der Engel. rororo, Reinbek bei Hamburg 1999, ISBN 3-499-43367-2.

### Kriminalerzählungen
- Wolfs Geschenk. in: Eine Leiche zum Geburtstag, Hrsg. R. Brack, rororo, Reinbek bei Hamburg 1997, ISBN 3-499-43273-0.
- Wie ein Traum von der Unsterblichkeit zerplatzt und wo der Dolch beim Reichstag zu Augsburg steckt. in: Der Dolch des Kaisers, Hrsg. Wolfram Hämmerling, rororo, Reinbek bei Hamburg 1999, ISBN 3-499-43362-1.
- Modell Venus. in: Zehn mörderische Wege zum Glück, Hrsg. Irma Vep, rororo, Reinbek bei Hamburg 1999, ISBN 3-499-43360-5.
- Küchengeheimnis. in: Mordsgewichte, Hrsg. Martina Bick u. Tatjana Kruse, Piper, Zürich 2000, ISBN 3-492-22992-1.
- Ganz sanft entschlafen. in: Mysteriöse Skorpione, Hrsg. Thea Dorn, Uta Glaubitz u. Lisa Kuppler, Eichborn, Frankfurt a. M. 2000, ISBN 3-8218-0799-7.
- Bruno in love. in: Mord mit Biss, Hrsg. Anke Cibach, Hannah, Stade 2001, ISBN 3-931735-18-4.
- Nichts Neues unter der Sonne. in: Tierisch tot, Hrsg. Anke Cibach, Hannah, Stade 2002, ISBN 3-931735-19-2.
- Hannah tanzt. in: Du sollst nicht töten, Scherz, Frankfurt a. M. 2003, ISBN 3-502-51931-5.